# Anartia amathea
Anartia amathea ist ein Schmetterling aus der Familie der Edelfalter (Nymphalidae). Neben A. amathea amathea gibt es noch die Unterarten A. amathea thyamis und A. amathea sticheli. Die Art ist in den tropischen Gebieten Lateinamerikas und den vorgelagerten Inseln, wie zum Beispiel Trinidad vertreten.

## Merkmale

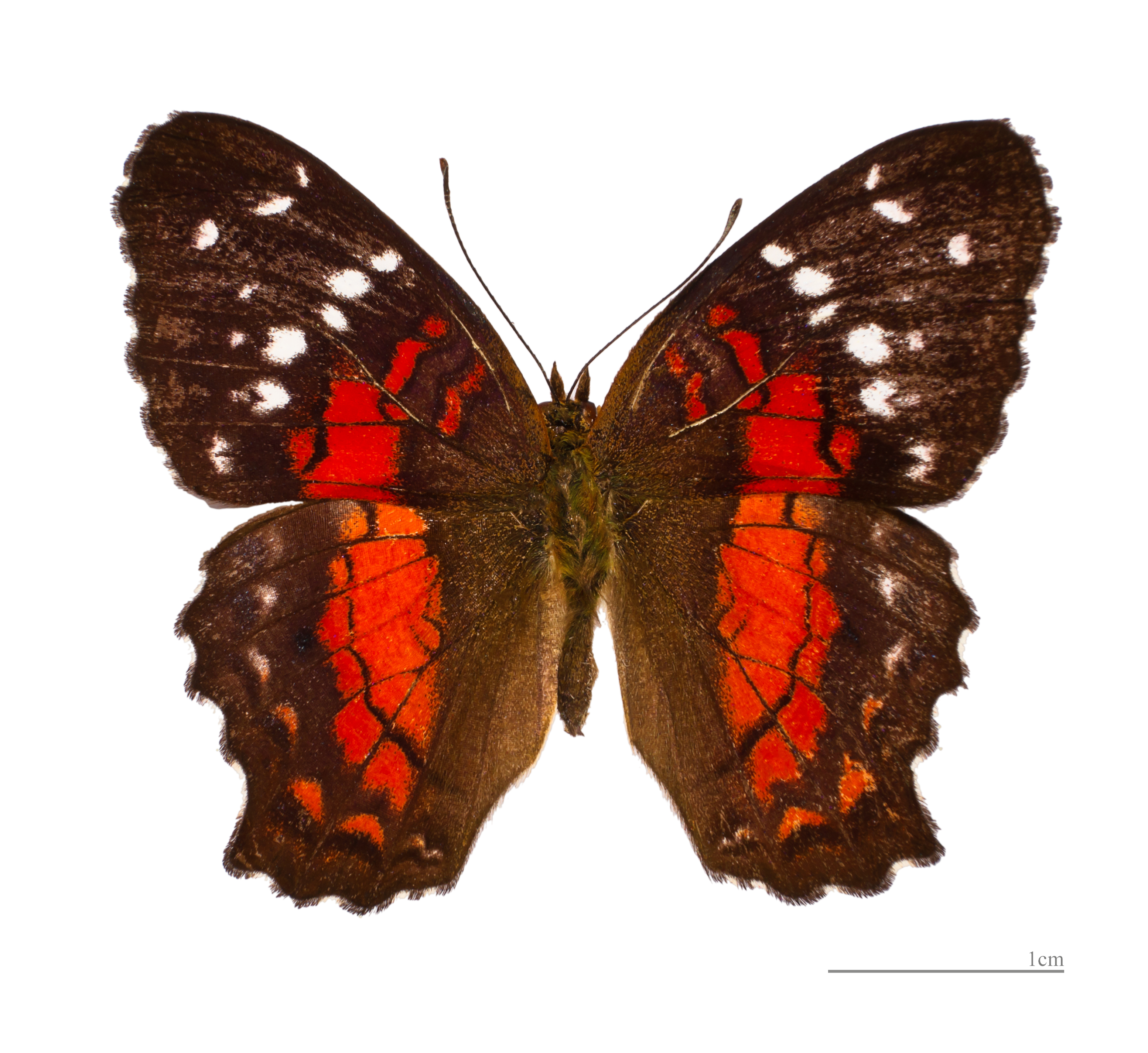
Oberseite mit Maßstab

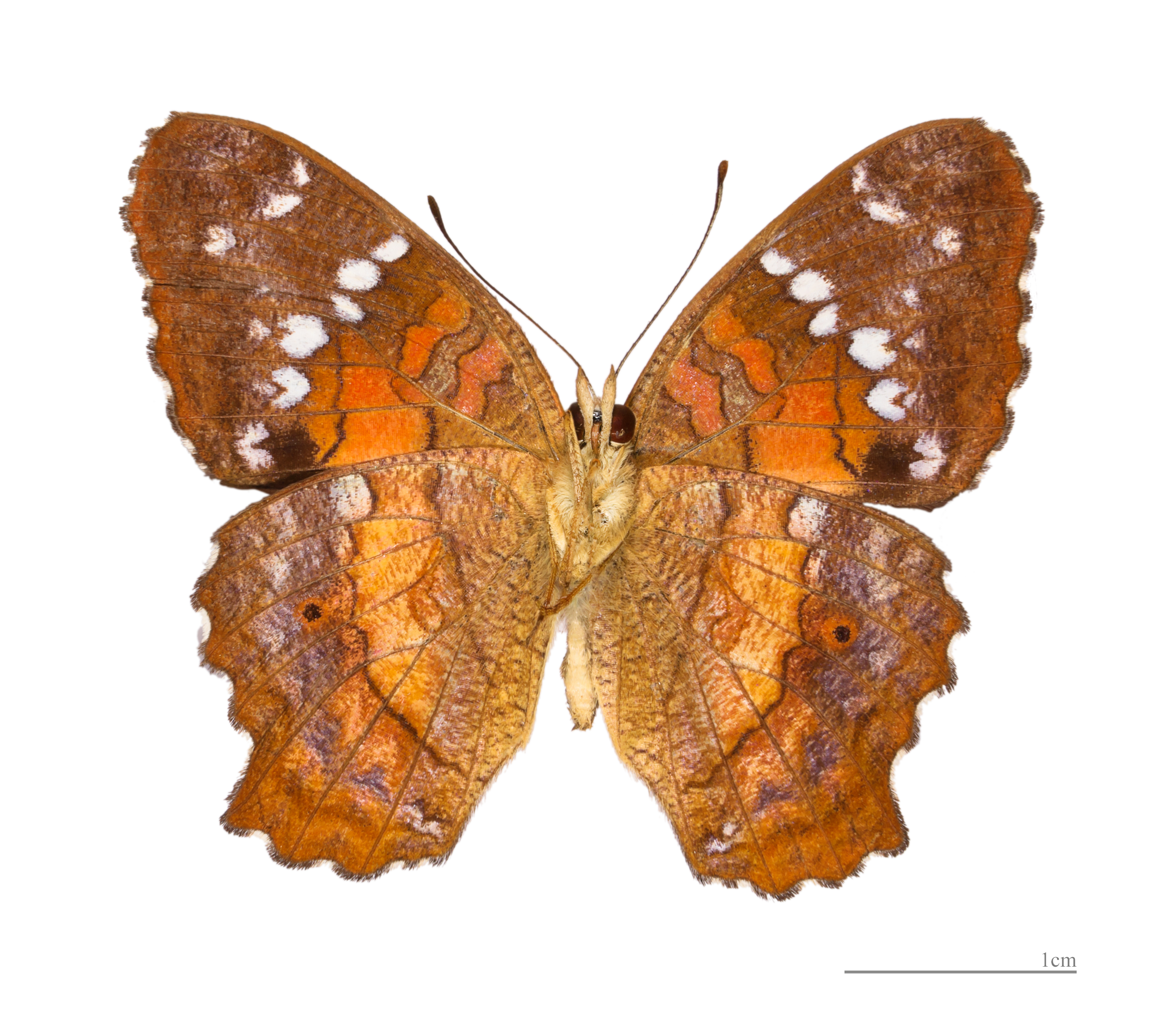
Flügelunterseite mit erkennbar schwächerer Farbintensität

Die Länge des Vorderflügels erreicht 24 Millimeter. Im Vergleich mit den anderen Arten der Gattung fällt bei Anartia amathea besonders die Intensität und Ausdehnung des roten Flügelmusters auf. Insbesondere auf der dorsalen Seite sind die Farben leuchtend während sie auf der ventralen Seite etwas blasser wirken. Im Allgemeinen ist die rote Farbe bei den Männchen intensiver und verblasst mit dem Alter und insbesondere nach dem Tod. Die rote Fläche nimmt dabei ungefähr das mittlere Flügeldrittel ein und wird von einer dünnen schwarzen Linie der Länge nach durchlaufen. Die distalen Drittel sind auf der Oberseite dunkelbraun auf der Unterseite in einem helleren Braunton gefärbt. Subapikal finden sich üblicherweise drei bis vier weiße Flecken. Im postmedianen Bereich sind es fünf und im submarginalen Bereich des Vorderflügel vier. In den südöstlichsten Ausläufern des Verbreitungsgebietes sind die fünf Postmedianflecken oft zu einem großen verlaufen. Im submarginalen Bereich des Hinterflügels sind es hingegen meist zwischen ein und vier Flecken. Wie auch die Rotfärbung sind die Flecken auf der Unterseite des Flügels deutlich schwächer ausgeprägt, dennoch aber gut erkennbar. Auch sind die auf der Oberseite schwarzen Strukturen auf der Unterseite überwiegend bräunlich. Die basalen und postbasalen Flügelteile sind braun. Auf der Unterseite finden sich im Vorderflügel in der Cu2 eine in die Länge gezogene schwarze Markierung sowie im Hinterflügel in der Zelle M1 ein runder Fleck. Die Aderung der Flügel ist ähnlich wie die Struktur der Genitalien und der Larvenkörperbau identisch mit der Art Anartia fatima. Im Vergleich mit den restlichen Arten der Gattung sind zwei kleine Adern im Vorderflügel bemerkenswert, die aus dem Sc-R-Komplex entspringen und sich in Richtung Costa verästeln.

## Namensgebung
Der Name geht vermutlich auf einen Übersetzungsfehler Linnaeus’ zurück. Vermutlich dachte er an die griechische Nymphe Amalthea. Einige spätere Bezeichnungen „behoben“ in ihren Texten diesen Schreibfehler. Nach den Richtlinien der ICZN ist dennoch der „falsch“ geschriebene Name der korrekte. Neben dem wissenschaftlichen Namen haben sich wegen der hohen Abundanz der Falter auch einige Trivialnamen entwickelt. Dies geht von Namen die noch auf den lateinischen Gattungsnamen referenzieren wie „Red Anartia“ über „Tomato“ bis „Coolie“.